# Уам
Уам (фр. Ouham; санго Sêse tî kömändâ-kötä tî Wâmo) — префектура на северо-западе Центральноафриканской Республики.
- Административный центр — город Босангоа.
- Площадь — 50 250 км², население — 280 772 человека (2003 год).

## География
Граничит на северо-востоке с экономической префектурой Нана-Гребизи, на юго-востоке с префектурой Кемо, на юге с префектурой Омбелла-Мпоко, на западе с префектурой Уам-Пенде, на севере с Чадом.

## Субпрефектуры
- Батангафо
- Бассангоа
- Бука
- Кабо
- Маркунда